# Maison du Grand Écuyer
La maison du Grand Écuyer ou maison Séguier est une maison gothique de Cordes-sur-Ciel dans le Tarn. Elle est classée monument historique depuis le 26 octobre 1907.

## Origine
C'est une maison construite au Moyen Âge par une riche famille cordaise. Elle fait partie des édifices qui ont valu au village de Cordes-sur-Ciel le surnom de la « cité aux cent ogives » pour sa grande proportion d'édifices civils gothiques. Comme les autres, elle date en majeure partie du XIVe siècle mais a fait l'objet d'ajouts et de transformations jusqu'au XVIIIe siècle. Avec celles du Grand Veneur et du Grand Fauconnier, elle doit son nom à une légende qui faisait de Cordes un repos au cours de chasses dans les environs pour le comte de Toulouse. Il n'en est rien, leur construction étant postérieure d'une cinquantaine d'années à la fin des comtes de Toulouse en 1271.  
Elle doit son nom à un cheval, supposant que la maison avait appartenu à un écuyer.

## Description
Comme toute maison gothique, elle possède trois étages.
Au rez-de-chaussée, cinq arcades donnent sur la rue. Au premier étage, deux paires de baies géminées à colonne sont surmontées d'un oculus triangulaire. Le second étage est occupé par deux groupes de deux paires de baies géminées. Les chapiteaux des petites colonnes sont ornés de feuilles de chêne et de glands. 

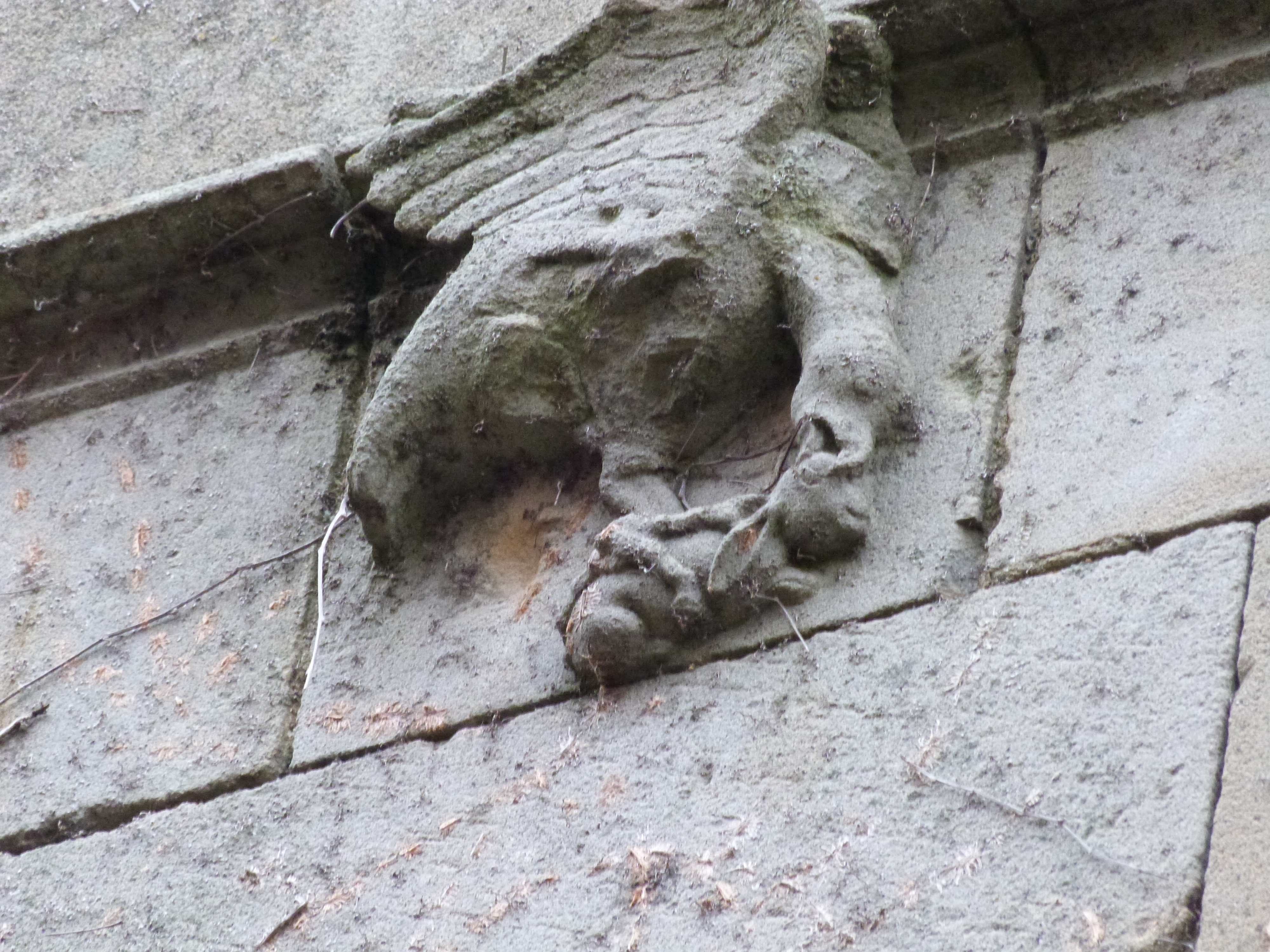
Rapace mangeant un lapin.

De nombreuses sculptures représentent des animaux, (lion, lapins, chien, bœuf...) des personnages (joueur de cornemuse, guerrier, joueur de violon...) et des êtres fantastiques (chimère, bête à tête de chien et queue de lézard, chimère à ailes de chauve-souris...). Une partie des sculptures ressemble à des gargouilles, mais leur situation à mi-hauteur ne leur laisse qu'un rôle décoratif.
Pour Charles Portal, cette maison est un modèle d'harmonie : « si la maison Séguier n'offre pas l'aspect plus grandiose des maisons du grand Fauconnier et du grand Veneur, l'architecture de ses fenêtres étant beaucoup plus simple, on peut dire que nulle part ailleurs il n'existe de motifs plus originaux, plus divers et rendus avec un pareil souci de l'exactitude. (...) Il semble, en outre, que le grès employé à cette construction a été choisi d'une qualité hors de pair, tant sa surface est restée pure, au point qu'on la croirait fraîchement travaillée. »

## Sources